# Eophona
Eophona és un dels gèneres d'ocells de la família dels fringíl·lids (Fringillidae).

## Taxonomia
Segons la classificació del Congrés Ornitològic Internacional (versió 15.1, 2025), aquest gènere està format per dues espècies:
- Durbec de la Xina (Eophona migratoria Hartert, EJO, 1903)
- Durbec del Japó (Eophona personata Temminck & Schlegel, 1847)